# Lanterninha (futebol)
Lanterninha (português brasileiro) ou lanterna-vermelha (português europeu) é o último colocado em um campeonato e que geralmente segue para uma divisão mais baixa da competição.
O termo é uma referência a lanterna sinalizadora vermelha colocada nos trens, e que, sempre era localizada no último vagão para indicar o fim da composição.